# Арекіпа
16°23′55.76″ пд. ш. 71°32′12.79″ зх. д. / 16.3988222° пд. ш. 71.5368861° зх. д.
Арекіпа (ісп. Arequipa; кеч. Ariqipa) — друге за розміром місто в Перу, розташоване в південній частині країни. Також місто є столицею регіону Арекіпа і провінції Арекіпа.

## Географія
Місто розташоване в гірській місцевості біля підніжжя вулкана Ель-Місті, на висоті 2380 метрів над рівнем моря. Ель-Місті зараз неактивний, але дуже сильні виверження відбувалися між 1438 роками 1471 та кілька менших вивержень пізніше. Близько 80 інших вулканів також розташовані неподалік, у Долині Вулканів.

### Клімат
Арекіпа знаходиться у зоні, котра характеризується кліматом тропічних пустель. Найтепліший місяць — січень із середньою температурою 15.6 °C (60 °F). Найхолодніший місяць — червень, із середньою температурою 14.4 °С (58 °F).
| Клімат Арекіпи          | Клімат Арекіпи | Клімат Арекіпи | Клімат Арекіпи | Клімат Арекіпи | Клімат Арекіпи | Клімат Арекіпи | Клімат Арекіпи | Клімат Арекіпи | Клімат Арекіпи | Клімат Арекіпи | Клімат Арекіпи | Клімат Арекіпи | Клімат Арекіпи |
| Показник                | Січ.           | Лют.           | Бер.           | Квіт.          | Трав.          | Черв.          | Лип.           | Серп.          | Вер.           | Жовт.          | Лист.          | Груд.          | Рік            |
| Абсолютний максимум, °C | 26             | 25             | 28             | 27             | 28             | 25             | 26             | 25             | 30             | 26             | 29             | 27             | 30             |
| Середній максимум, °C   | 20             | 20             | 20             | 21             | 21             | 20             | 20             | 20             | 21             | 21             | 21             | 21             | 21             |
| Середня температура, °C | 15             | 15             | 15             | 15             | 15             | 14             | 14             | 14             | 15             | 15             | 15             | 15             | 15             |
| Середній мінімум, °C    | 10             | 10             | 10             | 9              | 8              | 7              | 7              | 7              | 8              | 8              | 8              | 9              | 8              |
| Абсолютний мінімум, °C  | 5              | 6              | 5              | 1              | 0              | 0              | 0              | −1             | −1             | 0              | 1              | 1              | −1             |
| Норма опадів, мм        | 20             | 40             | 10             | 0              | 0              | 0              | 0              | 0              | 0              | 0              | 0              | 0              | 100            |
| Днів з опадами          | 8              | 7              | 5              | 1              | 0              | 0              | 1              | 0              | 0              | 0              | 0              | 2              | 24             |
| Вологість повітря, %    | 65             | 70             | 70             | 55             | 40             | 30             | 30             | 30             | 30             | 35             | 40             | 50             | 45.4           |
| ----------------------- | -------------- | -------------- | -------------- | -------------- | -------------- | -------------- | -------------- | -------------- | -------------- | -------------- | -------------- | -------------- | -------------- |
| Джерело: Weatherbase    |                |                |                |                |                |                |                |                |                |                |                |                |                |

## Історія
13 січня 1960 року в місті стався землетрус магнітудою 7,5 балів за шкалою Ріхтера.
Історичний центр міста, яке налічує в собі численні будівлі колоніальних часів, побудовані з білого, вулканічного каменя, був включений до списку Світової спадщини ЮНЕСКО в 2000 році.
На честь міста названо астероїд 737 Арекіпа.

## Відомі особистості
В поселенні народився:
- Альберто Гільєн (1897—1935) — перуанський поет, громадський діяч.